# Cuanhama
Cuanhama es un municipio de la provincia de Cunene en Angola. En julio de 2018 tenía una población aproximada de 424 306 habitantes.
Se encuentra ubicado al sureste del país, cerca del curso bajo del río Cunene y de la frontera con Namibia.